# 田中丸善司
田中丸 善司（たなかまる ぜんじ、1931年3月27日 - 2012年3月8日）は、日本の実業家。福岡玉屋社長、佐賀玉屋社長・会長を歴任。
玉屋グループ創業者田中丸善蔵の孫。

## 経歴
- 1931年3月 佐賀県生
- 1948年3月 福岡県中学修猷館卒業[1]
- 1953年3月 慶應義塾大学法学部政治学科卒業 松屋銀座入社
- 1955年10月 福岡玉屋取締役
- 1956年4月 小倉玉屋取締役
- 1961年10月 福岡玉屋常務取締役
- 1971年3月 同社社長
- 1985年 佐賀玉屋社長
- 1995年5月 同社会長
- 1997年3月 福岡玉屋取締役相談役

## 家族
福岡玉屋、小倉玉屋、佐世保玉屋、佐賀玉屋の社長・会長を務めた田中丸善八の長男。
養子の玉屋リネンサービス社長田中丸昌宏は塩川正十郎の二男。